# 有声歯摩擦音
有声歯摩擦音（ゆうせい は まさつおん）は、子音のひとつ。上前歯の先に舌を接近して調音される摩擦音である。国際音声記号では[ð]と表記される。字形はアイスランド語などに使われる字母エズ(Ð, ð)より採られている。

## 特徴
気流の起こし手肺臓気流機構によって生じる呼気
発声声帯の振動を伴う有声音
調音
調音位置舌端と歯による歯音
調音方法
口腔内の気流舌の中央を気流が通る中線音
調音器官の接近度隙間を作って空気が通りにくくし、そこに気流を通すことで生じる摩擦音
口蓋帆の位置口蓋帆を持ち上げて鼻腔への通路を塞いだ口音

## 言語例
無声歯摩擦音[θ]とともに、この音を音素としてもつ言語は少ない。この発音を他の類似の音素（たとえば有声歯茎摩擦音[z]や有声歯茎破裂音[d]など）と弁別する言語となるとさらに限られる。
- 現代ギリシア語 - δ
- アルバニア語 - dh
- スペイン語 - 語頭と [l], [n] の後を除く d
- ウェールズ語 - dd
- 英語 - 有声のth
- デンマーク語 - 主に強勢母音より後の d, 名詞・動詞の語尾変化による -et の t
- アイスランド語 - ð, 語中の位置によって無声にも発音される
- アラビア語 - ذ
- バシキール語 - ҙ